# Puren
Puren är en kommun i Chile.   Den ligger i provinsen Provincia de Malleco och regionen Región de la Araucanía, i den södra delen av landet, 500 km söder om huvudstaden Santiago de Chile.
I omgivningarna runt Puren växer i huvudsak städsegrön lövskog. Runt Puren är det ganska glesbefolkat, med 28 invånare per kvadratkilometer.